# 상모솔새
상모솔새(象毛-, goldcrest)는 상모솔새과에 속하며 학명은 Regulus regulus이다. 비교적 작은 새로 몸길이 약 10cm이다. 높은 산의 침엽수림에 살고 잎 사이를 빠르게 날아다니면서 곤충을 잡아먹는다. 나뭇가지 끝 가까이에 이끼 종류를 거미줄로 잡아 매어 둥지를 짓고 한배에 크림색에 갈색 얼룩무늬가 있는 알을 5-8개 낳는다. 잎벌레·자벌레·진딧물·거미와 솔씨를 먹으며 대부분의 시간을 나무 위에서 보낸다. 가냘픈 소리로 울며 전세계적으로 분포한다. 대한민국에서는 겨울철에 볼 수 있다.